# Herrmann (Adelsgeschlecht)

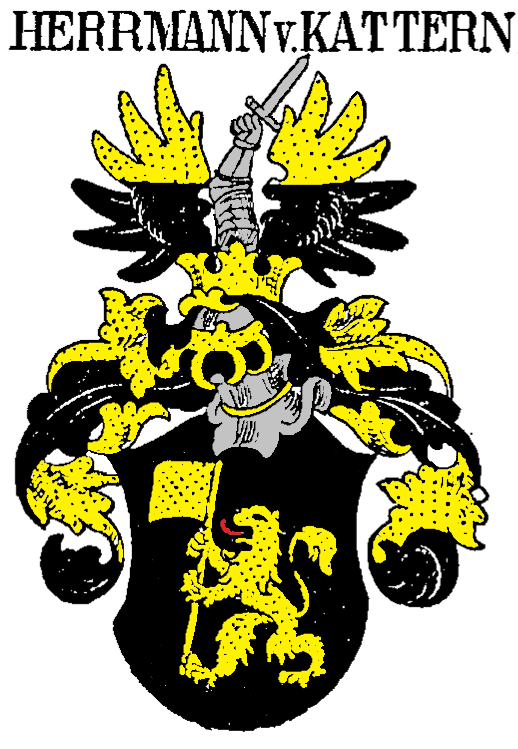
Wappen derer von Herrmann zu Kattern in Siebmachers Wappenbuch (nachkoloriert)

Herrmann oder auch Hermann von oder auf Kattern oder auf Seitendorf und Kattern ist der Name eines alten schlesischen Patriziergeschlechts deutscher Herkunft, das im 17. Jahrhundert in einigen Linien in den Adelsstand erhoben wurde.

## Geschichte
Die Familie Herrmann ist ursprünglich deutschen Ursprungs und war vor allem im Fürstentum Breslau in Schlesien vertreten.
Sie war eine einflussreiche Gelehrten- und Theologenfamilie, die über mehrere Generationen hinweg bedeutende geistliche und weltliche Ämter in Breslau innehatte und auch maßgeblich das kirchliche und schulische Leben der Stadt prägte.
Die urkundlich nachgewiesene Stammreihe beginnt mit Michael Herrmann (* Oktober 1523 in Sagan; † 6. November 1593 in Breslau). Er begann seine Laufbahn als Protector der herzoglichen Schule in Liegnitz und wurde 1558 Diakon in Breslau. Später stieg er zum Senior an der Magdalenenkirche auf und übte dieses Amt bis zu seinem Tod aus – insgesamt 43 Jahre lang. Er war mit Hedwig verheiratet, einer Tochter des Bunzlauer Bürgermeisters Sebastian (oder Martin) Namsler.
Elias, ein Sohn Michaels, wurde am 16. April 1551 in Breslau geboren und starb dort am 12. Oktober 1613. Er diente als Subsenior an der Breslauer Elisabethkirche und Archidiakon, bevor er nach 28 Jahren im geistlichen Amt verstarb.
Zacharias, ein weiterer Sohn Michaels und Bruder Elias, wurde am 14. Februar 1563 in Breslau geboren. Er promovierte am 30. Mai 1611 in Frankfurt an der Oder zum Doktor der Theologie (D. theol.) und bekleidete wichtige Ämter in der Breslauer Kirche, u. a. als Senior an St. Elisabeth, Inspektor der Breslauer Kirchen und Assessor im städtischen Konsistorium. Er starb am 21. Mai 1638 nach 50 Jahren im Pfarramt. Zacharias war auch als Autor tätig und veröffentlichte unter anderem:
- Vierzehen Predigten An etlichen Sontagen und zu ander Zeit (Breslau 1607)
- Frewdenpredigt (1619, anlässlich der Krönung Friedrichs von der Pfalz zum König von Böhmen)
- Logicorum theologicorum compendium (postum 1643 und 1657)[2]

Die Familie besaß im Fürstentum Breslau die Güter Kattern und Pirschen. Zacharias Herrmann auf Kattern (1601–1645), Dr. jur., wurde 1642 Kanzler des Herzogs Karl Friedrich von Münsterberg. Seine Nachkommen die Brüder Zacharias und Ernst Heinrich von Herrmann auf Kattern wurden in den böhmischen Adelsstand erhoben. Die Hauptlinie erlosch mit dem Tod von Ernst Heinrich 1702, einige, jedoch schlecht dokumentierte, Nebenlinien bestehen bis heute.
Ursprünglich war die Familie lutherischer Konfession, Nebenlinien in Teilen Schlesiens, wie z. B. in Jägerndorf, konvertierten nach der Schlacht am Weißen Berg 1620 und der massiven Rekatholisierung unter den neuen Landesherrn der Fürsten Liechtenstein, zum Katholizismus.

## Wappen
In schwarz ein goldener, in den Pranken eine goldene Fahne haltendet Löwe. Kleinod a. d. Krone wachsender geharnischter Schwertarm zwischen offenem von Gold über schwarz geteiltem Flug. Decken: schwarz-golden.